# Drogman
De drogman of dragoman (Arab. ترجمان tardjoeman) was de benaming voor een vertaler, tolk of gids die in de 18de en 19de eeuw in dienst was van het Ottomaanse Rijk en landen waar Arabisch, Turks en Perzisch gesproken werd. Het ambt van drogman was zeer prestigieus en begeerd in het Ottomaanse Rijk. De sultan en de Hoge Porte gebruikten de drogmans in het diplomatieke verkeer met de Europese/christelijke naties.

## Geschiedenis
Drogmans werden eerst gebruikt door de Turkse overheid vanwege hun religieuze gewetensbezwaar om eender welke taal te gebruiken behalve de taal van de volkeren die de Islam belijden. Door de stijging in politieke relaties tussen de Hoge Porte en de Europese staten werden de ministers verplicht om meer gebruik te maken van tolken. Daardoor werd het nodig om de post van hoofddrogman aan de Hoge Porte te creëren. Dit ambt werd voornamelijk bekleed door de Fanarioten, de vooraanstaande Griekse families van Constantinopel. De Grieken bezaten de vereiste kennis van talen met de tact en de handigheid die essentieel waren voor het voeren van diplomatieke onderhandelingen.
De eerste hoofddrogman was Panayot Nikousia. Hij bekleedde zijn ambt van 1665 tot 1673. Zijn opvolger Alexander Mavrocordato, met bijnaam Exaporritos, werd door de Hoge Porte belast met de lastige onderhandelingen van het verdrag van Karlowitz. Het Ottomaanse Rijk sloot toen vrede met de Heilige Alliantie. Van 1665 tot 1821 stonden de Grieken, velen van hen hospodar (heer, landheer) van Moldavië en Walachije, in voor het beheer van de buitenlandse relaties van het Ottomaanse Rijk.
Vele naties zagen het nut van drogmans in en in 1669 stichtte de Franse overheid een school voor Franse drogmans in Constantinopel. De school kreeg later de naam École des langues orientales (School voor oosterse talen). Vanaf 1877 leidde de Engelse overheid Engelse drogmans op. Naarmate de Ottomaanse invloed daalde, verloren de drogmans ook aan invloed en met het einde van het rijk bestond het ambt van drogman niet meer. Vele landen in de Arabische wereld gebruiken nog steeds een tolk, bekend als een kavass. Hun functie is echter voornamelijk ceremonieel.

## Gerelateerde onderwerpen
- Ypsilanti (geslacht)
- Wojciech Bobowski

## Nederlandse drogmangeslachten
- De Hochepied
- Testa